# Comuna de Jasło
Jasło (polaco: Gmina Jasło) é uma gminy (comuna) na Polónia, na voivodia de Subcarpácia e no condado de Jasielski. A sede do condado é a cidade de Jasło.
De acordo com os censos de 2004, a comuna tem 15 819 habitantes, com uma densidade 169,9 hab/km².

## Área
Estende-se por uma área de 93,1 km², incluindo:
- área agrícola: 73%
- área florestal: 18%

## Demografia
Dados de 30 de Junho 2004:
|                      | Total   | Total | Mulheres | Mulheres | Homens  | Homens |
| -------------------- | ------- | ----- | -------- | -------- | ------- | ------ |
|                      | pessoas | %     | pessoas  | %        | pessoas | %      |
| População            | 15 819  | 100   | 8140     | 51,5     | 7679    | 48,5   |
| Densidade (pop./km²) | 169,9   | 100   | 87,4     | 87,4     | 82,5    | 82,5   |

De acordo com dados de 2002, o rendimento médio per capita ascendia a 1007,68 zł.

## Comunas vizinhas
- Brzyska, Dębowiec, Frysztak, Jedlicze, Kołaczyce, Lipinki, Skołyszyn, Tarnowiec, Wojaszówka